# Коля
Коля (на чешки: Kolja) е чешка комедийна драма от 1996 г., режисирана от Ян Сверак.
В главната роля е бащата на режисьора Зденек Сверак, който написва и сценария по история на Павел Таусиг.
Филмът представя историята на мъж, чийто живот се преобръща по неочакван начин в навечерие на падането на Берлинската стена.
През 1997 г. Коля печели едновременно „Златен глобус“ и „Оскар“ за чуждоезичен филм.

## В ролите
| Актьор            | Роля            |
| ----------------- | --------------- |
| Зденек Сверак     | Франтишек Лука  |
| Андрей Челимон    | Коля            |
| Либуше Сафранкова | Клара           |
| Стела Зазворкова  | майката на Лука |
| Ондрей Ветчи      | Броз            |
| Ладислав Смоляк   | Худек           |
| Силвия Сувадова   | Бланка          |
| Лилия Малкина     | Тамара          |
| Мирослав Таборски | Новотни         |
| Карел Херманек    | Мусил           |

## Награди и номинации
Награди на Американската филмова академия „Оскар“ (САЩ):
- Награда за най-добър чуждоезичен филм

Награди „Златен глобус“ (САЩ):
- Награда за най-добър чуждоезичен филм